# Maria Kwaśniewská
Maria Jadwiga Kwaśniewská-Maleszewska, rozená Kwaśniewská (15. srpna 1913, Lodž, Ruská říše – 17. října 2007, Varšava) byla polská atletka, která soutěžila hlavně v hodu oštěpem.
Startovala za Polsko na letních olympijských hrách v roce 1936 v Berlíně, kde získala bronzovou medaili v hodu oštěpem. Během druhé světové války byla aktivní v protinacistickém podzemí a pomáhala polským a židovským bezdomovcům a hladovějícím lidem.